# دیلتا لئوتا
جولیا دیلتا لئوتا (تلفظ ایتالیایی: [ˈdʒuːlja diˈlɛtta leˈɔtta]؛ (متولد 16 اوت 1991) یک مجری تلویزیون ایتالیایی از کاتانیا، سیسیل است.  دلیتا در حال حاضر پخش سری A را برای دازون از فصل 2018–2019 ارائه می کند. پیش از این، او بازی های سری B را در اسکای اسپورت (ایتالیا) با جیانلوکا دی مارتزیو و لوکا مارکجیانی ارائه کرده بود. از آوریل تا اوت سال 2018، لئوتا در کنار آیدا یسپیکا به عنوان مجری برنامه 105 Take Away، برنامه ای از شبکه رادیو 105 کار کرد. لئوتا میزبان  با فرانچسکو فاچینتی  نسخه 2018 Miss Italia که توسط La7 پخش شد و توسط  Carlotta Maggiorana برنده شد. در سال 2020، لئوتا هفتادمین دوره سالانه جشنواره موسیقی Sanremo را ارائه کرد. 
دیلتا لئوتا به واسطه حضورش در شبکه ورزشی DAZN مخاطبین بسیاری را از اسکای اسپورتس به سمت این شبکه کشیده‌است.

## زندگی شخصی
وی با ماتئو مامو، نوه سیاستمدار اسکار مامو و مدیر ارشد سابق برنامه‌نویسی و تولید اسکای اسپرت(ایتالیاSky Sport رابطه عاشقانه داشت و از ۲۰۱۹ تا ژوئیه ۲۰۲۰ با بوکسور ایتالیاییدنیلاسکاردینا ارتباط داشت. در فوریه ۲۰۲۱ وی ارتباط خود را با بازیگر ترک جان یامان از طریق شبکه اجتماعی رسمی کرد ولی مدتی بعد خبر جدایی این دو تایید شد. او هم اکنون با لوییس کاریوس دروازه بان سابق لیورپول که به خاطر اشتباهات بزرگ فوتبالی اش (مثل فینال لیگ قهرمانان اروپا مقابل رئالمادرید) توسط هواداران به فراموشی سپرده شد، رابطه دارد.

## شهرت
او به سبب زیبایی خود محبوبیت فراوانی در سراسر جهان پیدا کرده است